# Evergreen Football Club
Evergreen FC é um clube americano de futebol  que compete na USL League Two.

## História
O clube teve sua temporada de estreia na USL2 em 2016, terminando em sétimo da Divisão Meio-Atlântico. Em suas quatro temporadas na USL League Two, nunca se classificou para os playoffs.